# Мохнецы
Мохнецы — деревня в Рамешковском районе Тверской области. Относится к сельскому поселению Никольское.

## География
Деревня находится на берегу реки Медведица, в 11 км на северо-запад  от центра поселения села Никольское и в 26 км на запад от районного центра Рамешки.

## История
В 1872 году в селе была построена каменная Успенская церковь с 3 престолами. 
В конце XIX — начале XX века село Мохнецы входило в состав Селищенской волости Бежецкого уезда Тверской губернии.
С 1929 года деревня входила в состав Мохнецкого сельсовета Рамешковского района Бежецкого округа Московской области, с 1935 года — в составе Калининской области, с 1954 года — в составе Бобровского сельсовета, с 2005 года — в составе сельского поселения Никольское.

## Население
| 1859 | 1936 | 1989 | 2002 | 2008 | 2010 |
| ---- | ---- | ---- | ---- | ---- | ---- |
| 165  | ↗218 | ↘20  | ↘15  | ↘7   | ↗10  |

## Достопримечательности
В деревне расположена действующая Церковь Успения Пресвятой Богородицы (1872).